# Mindre gräsfågel
Mindre gräsfågel (Poodytes gramineus) är en fågel i familjen gräsfåglar inom ordningen tättingar. Den förekommer på västra Nya Guinea och i Australien. Arten tros öka i antal och beståndet anses vara livskraftigt.

## Utseende och läte
Mindre gräsfågel är en liten och brun tätting. Den är streckad på flanker, bröst och rygg. Den kilformade stjärten hålls ofta rest. Rostgräsfågeln är större och mer bjärt färgad, med längre stjärt och avsaknad av streckning på bröstet. Sången består av tre ljusa och klara visslingar.

## Utbredning och systematik
Mindre gräsfågel delas in i fyra underarter med följande utbredning:
- Poodytes gramineus papuensis – västra delarna av Nya Guinea (Wisselsjöarna)
- Poodytes gramineus goulburni – östra Australien (utom Kap Yorkhalvön)
- Poodytes gramineus gramineus – Tasmanien, King och Flinders öarna (Bass Strait)
- Poodytes gramineus thomasi – sydvästra Australien (Shark Bay till Esperance)

### Släktestillhörighet
Tidigare placerades arten i Megalurus. DNA-studier visar dock att arterna i släktet inte är varandras närmaste släktingar, varför mindre gräsfågel numera istället placeras i Poodytes tillsmmans med flygräsfågel, spinifexgräsfågel, nyazeelandgräsfågel och den utdöda chathamgräsfågeln.

### Familjetillhörighet
Gräsfåglarna behandlades tidigare som en del av den stora familjen sångare (Sylviidae). Genetiska studier har dock visat att sångarna inte är varandras närmaste släktingar. Istället är de en del av en klad som även omfattar timalior, lärkor, bulbyler, stjärtmesar och svalor. Idag delas därför Sylviidae upp i ett flertal familjer, däribland Locustellidae.

## Status och hot
Arten har ett stort utbredningsområde och tros öka i antal. Internationella naturvårdsunionen IUCN listar den därför som livskraftig (LC).

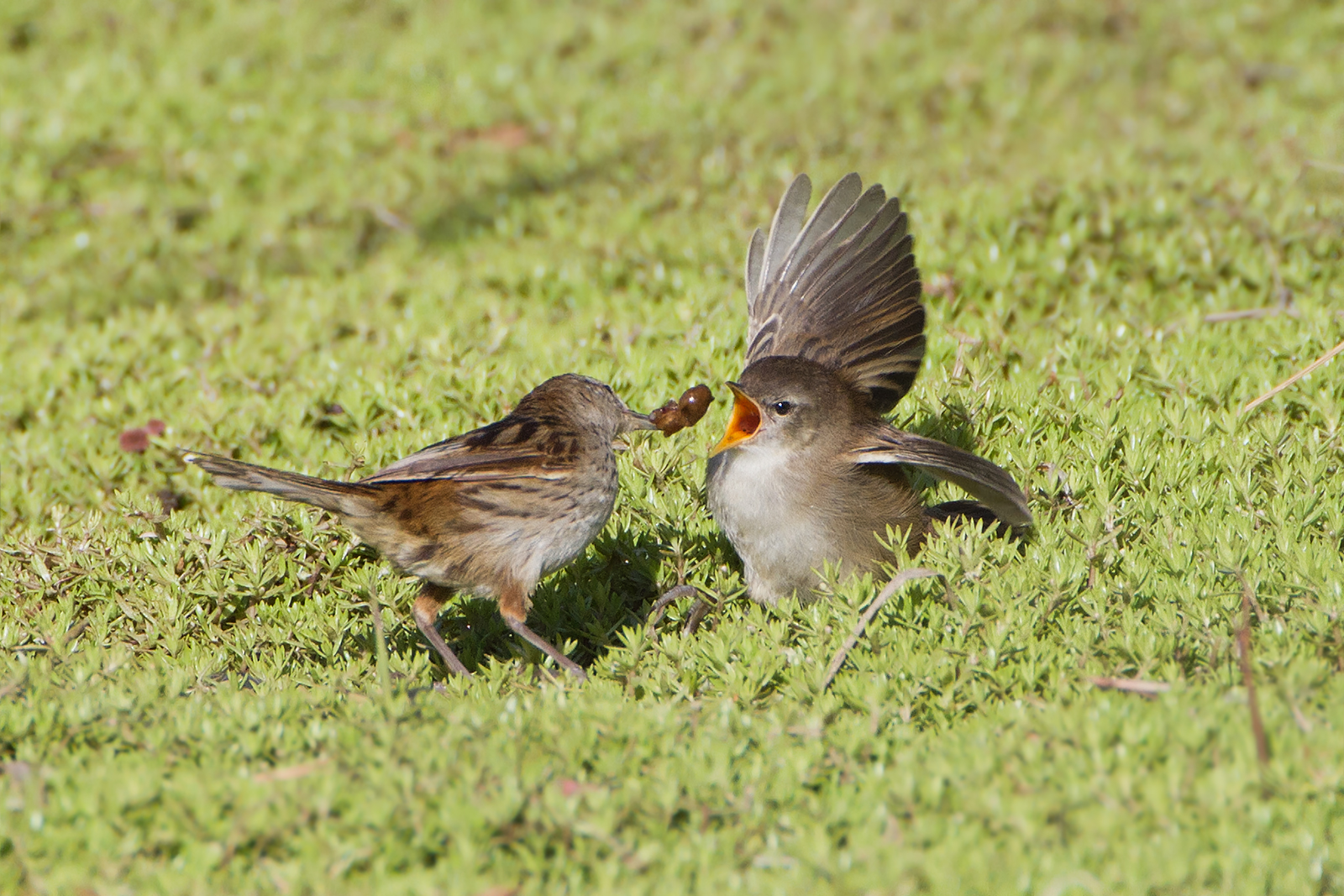